# Sundsjön (Grythyttans socken, Västmanland)
Sundsjön är en sjö i Hällefors kommun i Västmanland och ingår i Göta älvs huvudavrinningsområde. Sjön är 19,9 meter djup, har en yta på 1,21 kvadratkilometer och befinner sig 189,2 meter över havet. Vid provfiske har abborre, gers och mört fångats i sjön.
Sjön ingår i naturreservatet Sundsjömarken. 

## Delavrinningsområde
Sundsjön ingår i det delavrinningsområde (661721-143614) som SMHI kallar för Utloppet av Sundsjön. Medelhöjden är 204 meter över havet och ytan är 8,28 kvadratkilometer. Det finns ett avrinningsområde uppströms, och räknas det in blir den ackumulerade arean 14,71 kvadratkilometer. Vattendraget som avvattnar avrinningsområdet har biflödesordning 5, vilket innebär att vattnet flödar genom totalt 5 vattendrag innan det når havet efter 354 kilometer. Avrinningsområdet består mestadels av skog (73 procent). Avrinningsområdet har 1,42 kvadratkilometer vattenytor vilket ger det en sjöprocent på 17,2 procent.